# Rațiborivka, Volociîsk
Rațiborivka (în ucraineană Раціборівка) este un sat în comuna Solomna din raionul Volociîsk, regiunea Hmelnîțkîi, Ucraina.

## Demografie
Componența lingvistică a localității Rațiborivka
     Ucraineană (100%)
Conform recensământului din 2001, toată populația localității Rațiborivka era vorbitoare de ucraineană (100%).